# 日本病理学会
一般社団法人日本病理学会（にほんびょうりがっかい、英語: The Japanese Society of Pathology）は、東京都文京区湯島に事務局を置く日本の医学系学会である。
日本病理学会の活動の基本は、病理学の研究とそれにもとづいた医療における実践の振興・普及をはかることにある。同時に、その活動には学問の発展と人類の福祉に貢献するという願いがこめられている。具体的には学術団体として種々の活動をしている。
毎年、春には「日本病理学会総会」、秋には「日本病理学会秋期特別総会」と称して、それぞれ3日間、2日間にわたり、会員の研究発表と討論の場が設けられる。日頃の研究・病理診断業務・医学、歯学教育などを通じた発表がなされる他、有識者による講演やシンポジウム・ワークショップも行われる。病理医・病理学者むけの生涯教育のプログラムも年々充実度を増す。公開講座などの一般の方むけの啓発プログラムも用意されている。この講座は入場料は無料で、一般人でも参加できる。

## 認定・専門医制度など

### 日本病理学会病理専門医（1978年4月）
- 日本の医師免許取得後に臨床研修を終了し、日本病理学会が認定する研修施設で3年もしくは4年以上の病理学研修を行い、所定の研修内容を終了した後、日本病理学会が実施する専門医試験（筆記試験、実技試験）に合格し、日本病理学会専門医制度運営委員会で審議、認定された医師をいう。[2]
- 2018年9月10日時点で2,483名の病理専門医がいる。

### 日本病理学会口腔病理専門医（1988年5月）
- 日本の歯科医師免許取得後に日本病理学会が認定する研修施設で5年以上病理学研修を行い所定の研修内容を終了した後、日本病理学会が実施する口腔病理専門医試験（筆記試験、実技試験）に合格し、日本病理学会口腔病理専門医制度運営委員会で審議、認定された歯科医師である。
- 2018年9月14日時点で153名の口腔病理専門医がいる。

## 学会誌
- 『日本病理学会会誌』 和文誌／年2回（春、秋）発行

## 会員数
- 4,550名[3]